# Purpureostemon ciliatus
Purpureostemon ciliatus är en myrtenväxtart som först beskrevs av Johann Reinhold Forster och Johann Georg Adam Forster, och fick sitt nu gällande namn av Gugerli. Purpureostemon ciliatus ingår i släktet Purpureostemon och familjen myrtenväxter. Inga underarter finns listade i Catalogue of Life.